# Copa Chile 2014-15
La Copa Chile 2014-15, oficialmente Copa Chile MTS 2014-15 por razones de patrocinio, fue la 35.º edición del torneo de copa de fútbol de Chile, correspondiente a la temporada 2014-2015. Se jugó desde el 15 de mayo de 2014 hasta el 28 de marzo de 2015.
Su organización estuvo a cargo de la Asociación Nacional de Fútbol Profesional de Chile (ANFP) y contó con la participación de los 32 equipos de Primera División y Primera B. La competición se jugó inicialmente bajo el sistema de todos contra todos, en ocho grupos de cuatro equipos cada uno, y luego bajo el sistema de eliminación directa.
El campeón fue U. de Concepción, que disputó la Supercopa de Chile 2015 ante Universidad de Chile, campeón con mejor puntaje de la Primera División de la temporada 2014-2015, además de obtener un cupo para la Copa Sudamericana 2015.

## Antecedentes
La Copa Chile es un torneo oficial de fútbol por fase de grupos y fase final que se disputa anualmente entre clubes chilenos. Es organizada por la Asociación Nacional de Fútbol Profesional (ANFP), perteneciente a la Federación de Fútbol de Chile. En esta edición, el campeón de la competencia obtuvo un cupo para la Copa Sudamericana del mismo año. Además, obtiene un cupo para la Supercopa de Chile.
El torneo estuvo interrumpido desde 2000 hasta 2008, año en que se reestructuró por completo, pasando de un formato de grupos a un formato de playoffs y abriendo la participación a equipos de Primera B, Tercera División y Tercera B, sumándose a los equipos de Primera División. Gran parte del torneo es jugado en paralelo a estos campeonatos. También contó con la participación de equipos invitados, provenientes de torneos regionales de la ANFA.
En este Torneo volvieron a disputar la Copa, sólo los equipos de Primera A y B, excluyendo otra vez a las divisiones inferiores del fútbol chileno, tal como sucedió en la edición anterior.
- Primera División: 18 equipos
- Primera B: 14 equipos

## Equipos participantes 2014-15
| Equipo                    | Ciudad        | Estadio                                 | Capacidad | Resultado Copa Chile 2013-14       | División         |
| ------------------------- | ------------- | --------------------------------------- | --------- | ---------------------------------- | ---------------- |
| Audax Italiano            | La Florida    | Bicentenario de La Florida              | 12.000    | Fase de grupos (3º puesto Grupo 3) | Primera División |
| Barnechea                 | Lo Barnechea  | Bicentenario de La Florida              | 12.000    | Fase de grupos (4º puesto Grupo 4) | Primera División |
| Cobreloa                  | Calama        | Luis Becerra Constanzo                  | 4.000     | Octavos de final                   | Primera División |
| Cobresal                  | El Salvador   | El Cobre                                | 20.752    | Cuartos de final                   | Primera División |
| Colo-Colo                 | Macul         | Monumental                              | 46.000    | Fase de grupos                     | Primera División |
| Coquimbo Unido            | Coquimbo      | Bicentenario Francisco Sánchez Rumoroso | 18.750    | Octavos de final                   | Primera B        |
| Curicó Unido              | Curicó        | Bicentenario La Granja                  | 8000      | Octavos de final                   | Primera B        |
| Deportes Antofagasta      | Antofagasta   | Bicentenario Regional Calvo y Bascuñán  | 21.178    | Fase de grupos (3º puesto Grupo 8) | Primera División |
| Deportes Concepción       | Concepción    | El Morro                                | 7.000     | Octavos de final                   | Primera B        |
| Deportes Copiapó          | Copiapó       | Bicentenario Luis Valenzuela Hermosilla | 8000      | Fase de grupos (3º puesto Grupo 7) | Primera B        |
| Deportes Iquique          | Iquique       | Tierra de Campeones                     | 14.000    | Campeón                            | Primera División |
| Deportes La Serena        | La Serena     | La Portada                              | 12.500    | Fase de grupos (4º puesto Grupo 7) | Primera B        |
| Deportes Temuco           | Temuco        | Bicentenario Germán Becker              | 18.500    | Cuartos de final                   | Primera B        |
| Everton                   | Viña del Mar  | Bicentenario Elías Figueroa Brander     | 23.000    | Octavos de final                   | Primera B        |
| Huachipato                | Talcahuano    | CAP                                     | 10.500    | Subcampeón                         | Primera División |
| Iberia                    | Los Ángeles   | Municipal de Los Ángeles                | 4.150     | no participó                       | Primera B        |
| Lota Schwager             | Coronel       | Federico Schwager                       | 5.700     | Fase de grupos (3° puesto Grupo 2) | Primera B        |
| Magallanes                | Maipú         | Santiago Bueras                         | 8000      | Fase de grupos (4º puesto Grupo 3) | Primera B        |
| Ñublense                  | Chillán       | Bicentenario Nelson Oyarzún             | 12.000    | Fase de grupos (3º puesto Grupo 1) | Primera División |
| O'Higgins                 | Rancagua      | Municipal de La Pintana                 | 6000      | Cuartos de final                   | Primera División |
| Palestino                 | La Cisterna   | Municipal de La Cisterna                | 6000      | Octavos de final                   | Primera División |
| Rangers                   | Talca         | Bicentenario Fiscal de Talca            | 8000      | Fase de grupos (4° puesto grupo 5) | Primera B        |
| San Luis                  | Quillota      | Bicentenario Lucio Fariña               | 7.703     | Cuartos de final                   | Primera B        |
| San Marcos de Arica       | Arica         | Bicentenario Carlos Dittborn            | 9.956     | Fase de grupos (4º puesto Grupo 8) | Primera División |
| Santiago Morning          | Santiago      | Municipal de La Pintana                 | 6000      | Fase de grupos (3º puesto Grupo 5) | Primera B        |
| Santiago Wanderers        | Valparaíso    | Bicentenario Elías Figueroa             | 23.000    | Fase de grupos (3º puesto Grupo 6) | Primera División |
| Unión Española            | Independencia | Santa Laura-Universidad SEK             | 22.000    | Fase de grupos (3° puesto grupo 4) | Primera División |
| Unión La Calera           | La Calera     | Bicentenario Lucio Fariña               | 7.680     | Fase de grupos (4º puesto Grupo 6) | Primera División |
| Unión San Felipe          | San Felipe    | Municipal de San Felipe                 | 10.000    | Semifinal                          | Primera B        |
| Universidad Católica      | Las Condes    | San Carlos de Apoquindo                 | 20.000    | Semifinal                          | Primera División |
| Universidad de Chile      | Ñuñoa         | Nacional Julio Martínez Prádanos        | 48.000    | Fase de grupos (3° puesto Grupo 1) | Primera División |
| Universidad de Concepción | Concepción    | Municipal de Yumbel                     | 4.000     | Octavos de final                   | Primera División |

## Equipos porregión
| Región             | Nº | Equipos |
| ------------------ | -- | --- |
| Metropolitana      | 9  | Audax Italiano, Barnechea, Colo-Colo, Magallanes, Palestino, Santiago Morning, Unión Española, Universidad Católica y Universidad de Chile |
| Biobío             | 6  | Deportes Concepción, Huachipato, Iberia, Lota Schwager, Ñublense y Universidad de Concepción                                               |
| Valparaíso         | 5  | Everton, San Luis de Quillota, Santiago Wanderers, Unión La Calera y Unión San Felipe                                                      |
| Antofagasta        | 2  | Cobreloa y Deportes Antofagasta |
| Atacama            | 2  | Cobresal y Deportes Copiapó |
| Coquimbo           | 2  | Coquimbo Unido y Deportes La Serena |
| Maule              | 2  | Curicó Unido y Rangers |
| Arica y Parinacota | 1  | San Marcos de Arica |
| Tarapacá           | 1  | Deportes Iquique |
| O'Higgins          | 1  | O'Higgins |
| Araucanía          | 1  | Deportes Temuco |

| San Marcos de Arica Deportes Iquique Cobreloa Deportes Antofagasta Cobresal Deportes Copiapó Deportes La Serena Coquimbo Unido Unión La Calera Everton Santiago Wanderers San Luis Unión San Felipe U. de Chile, Colo-Colo, Palestino U. Española A. Italiano U. Católica S. Morning, Magallanes, Barnechea O'Higgins Ñublense Iberia Huachipato Lota Schwager Universidad de Concepción Deportes Concepción Rangers Curicó Unido Deportes Temuco |

## Fase de grupos
La fase grupal se completará en las siguientes fechas: 21, 25 y 28 de mayo, más el 1 y 5 de junio, con la excepción de los elencos, que disputen las liguillas por la Copa Sudamericana y del segundo ascenso a la serie de honor, quienes se pondrán al día con la copa, el 8 de junio y 16 de julio.

### Grupo 1
| Equipo               | Pts | PJ | PG | PE | PP | GF | GC | Dif |
| -------------------- | --- | -- | -- | -- | -- | -- | -- | --- |
| Magallanes           | 13  | 6  | 4  | 1  | 1  | 14 | 6  | +8  |
| Audax Italiano       | 13  | 6  | 4  | 1  | 1  | 11 | 7  | +4  |
| Universidad de Chile | 8   | 6  | 2  | 2  | 2  | 11 | 7  | +4  |
| Santiago Morning     | 0   | 6  | 0  | 0  | 6  | 5  | 21 | -16 |

| \| Fecha \| Estadio \| Local \| Resultado \| Visitante \| \| ------------ \| --------------------------- \| -------------------- \| ------------------------------------------------------------------------------------------------------- \| -------------------- \| \| 15 de mayo \| Bicentenario La Florida \| Audax Italiano \| 1 - 1 \| Universidad de Chile \| \| 4 de junio \| Santiago Bueras \| Magallanes \| 3 - 1 \| Santiago Morning \| \| 21 de mayo \| Santiago Bueras \| Magallanes \| 1 - 2 \| Audax Italiano \| \| 30 de julio \| Santa Laura-Universidad SEK \| Santiago Morning \| 1 - 5 \| Universidad de Chile \| \| 24 de mayo \| Santa Laura-Universidad SEK \| Universidad de Chile \| 1 - 3 \| Magallanes \| \| 24 de mayo \| Bicentenario La Florida \| Audax Italiano \| 3 - 1 \| Santiago Morning \| \| 28 de mayo \| Municipal de la Pintana \| Santiago Morning \| 2 - 3 \| Audax Italiano \| \| 20 de agosto \| Santa Laura-Universidad SEK \| Magallanes \| 1 - 1 (enlace roto disponible en Internet Archive; véase el historial, la primera versión y la última). \| Universidad de Chile \| \| 31 de mayo \| Santa Laura-Universidad SEK \| Universidad de Chile \| 3 - 0 (enlace roto disponible en Internet Archive; véase el historial, la primera versión y la última). \| Santiago Morning \| \| 31 de mayo \| Bicentenario La Florida \| Audax Italiano \| 1 - 2 (enlace roto disponible en Internet Archive; véase el historial, la primera versión y la última). \| Magallanes \| \| 18 de mayo \| Santa Laura-Universidad SEK \| Universidad de Chile \| 0 - 1 \| Audax Italiano \| \| 7 de junio \| Santiago Bueras \| Santiago Morning \| 0 - 4 (enlace roto disponible en Internet Archive; véase el historial, la primera versión y la última). \| Magallanes \| |                             |                      | |                      |
| Fecha | Estadio                     | Local                | Resultado                                                                                               | Visitante            |
| 15 de mayo | Bicentenario La Florida     | Audax Italiano       | 1 - 1                                                                                                   | Universidad de Chile |
| 4 de junio | Santiago Bueras             | Magallanes           | 3 - 1                                                                                                   | Santiago Morning     |
| 21 de mayo | Santiago Bueras             | Magallanes           | 1 - 2                                                                                                   | Audax Italiano       |
| 30 de julio | Santa Laura-Universidad SEK | Santiago Morning     | 1 - 5                                                                                                   | Universidad de Chile |
| 24 de mayo | Santa Laura-Universidad SEK | Universidad de Chile | 1 - 3                                                                                                   | Magallanes           |
| 24 de mayo | Bicentenario La Florida     | Audax Italiano       | 3 - 1                                                                                                   | Santiago Morning     |
| 28 de mayo | Municipal de la Pintana     | Santiago Morning     | 2 - 3                                                                                                   | Audax Italiano       |
| 20 de agosto | Santa Laura-Universidad SEK | Magallanes           | 1 - 1 (enlace roto disponible en Internet Archive; véase el historial, la primera versión y la última). | Universidad de Chile |
| 31 de mayo | Santa Laura-Universidad SEK | Universidad de Chile | 3 - 0 (enlace roto disponible en Internet Archive; véase el historial, la primera versión y la última). | Santiago Morning     |
| 31 de mayo | Bicentenario La Florida     | Audax Italiano       | 1 - 2 (enlace roto disponible en Internet Archive; véase el historial, la primera versión y la última). | Magallanes           |
| 18 de mayo | Santa Laura-Universidad SEK | Universidad de Chile | 0 - 1                                                                                                   | Audax Italiano       |
| 7 de junio | Santiago Bueras             | Santiago Morning     | 0 - 4 (enlace roto disponible en Internet Archive; véase el historial, la primera versión y la última). | Magallanes           |

### Grupo 2
| Equipo             | Pts | PJ | PG | PE | PP | GF | GC | Dif |
| ------------------ | --- | -- | -- | -- | -- | -- | -- | --- |
| Coquimbo Unido     | 11  | 6  | 3  | 2  | 1  | 7  | 7  | 0   |
| Cobresal           | 9   | 6  | 3  | 0  | 3  | 10 | 7  | +3  |
| Deportes La Serena | 8   | 6  | 2  | 2  | 2  | 10 | 8  | +2  |
| Deportes Copiapó   | 5   | 6  | 1  | 2  | 3  | 8  | 13 | -5  |

| \| Fecha \| Estadio \| Local \| Resultado \| Visitante \| \| ---------------- \| -------------------------- \| ------------------ \| ------------------------------------------------------------------------------------------------------- \| ------------------ \| \| 17 de mayo \| Luis Valenzuela Hermosilla \| Deportes Copiapó \| 3 - 1 (enlace roto disponible en Internet Archive; véase el historial, la primera versión y la última). \| Cobresal \| \| 27 de agosto \| Francisco Sánchez Rumoroso \| Deportes La Serena \| 1 - 1 \| Coquimbo Unido \| \| 21 de mayo \| Luis Valenzuela Hermosilla \| Deportes Copiapó \| 3 - 3 \| Deportes La Serena \| \| 16 de julio \| El Cobre \| Cobresal \| 3 - 0 \| Coquimbo Unido \| \| 10 de septiembre \| El Cobre \| Cobresal \| 2 - 0 \| Deportes La Serena \| \| 24 de julio \| Luis Valenzuela Hermosilla \| Deportes Copiapó \| 1 - 2 \| Coquimbo Unido \| \| 30 de julio \| Estadio La Pampilla \| Coquimbo Unido \| 2 - 1 \| Cobresal \| \| 28 de mayo \| Francisco Sánchez Rumoroso \| Deportes La Serena \| 4 - 0 \| Deportes Copiapó \| \| 31 de mayo \| Francisco Sánchez Rumoroso \| Coquimbo Unido \| 1 - 1 \| Deportes Copiapó \| \| 1 de junio \| Francisco Sánchez Rumoroso \| Deportes La Serena \| 2 - 1 (enlace roto disponible en Internet Archive; véase el historial, la primera versión y la última). \| Cobresal \| \| 4 de junio \| El Cobre \| Cobresal \| 2 - 0 (enlace roto disponible en Internet Archive; véase el historial, la primera versión y la última). \| Deportes Copiapó \| \| 13 de agosto \| Francisco Sánchez Rumoroso \| Coquimbo Unido \| 1 - 0 \| Deportes La Serena \| |                            |                    | |                    |
| Fecha | Estadio                    | Local              | Resultado                                                                                               | Visitante          |
| 17 de mayo | Luis Valenzuela Hermosilla | Deportes Copiapó   | 3 - 1 (enlace roto disponible en Internet Archive; véase el historial, la primera versión y la última). | Cobresal           |
| 27 de agosto | Francisco Sánchez Rumoroso | Deportes La Serena | 1 - 1                                                                                                   | Coquimbo Unido     |
| 21 de mayo | Luis Valenzuela Hermosilla | Deportes Copiapó   | 3 - 3                                                                                                   | Deportes La Serena |
| 16 de julio | El Cobre                   | Cobresal           | 3 - 0                                                                                                   | Coquimbo Unido     |
| 10 de septiembre | El Cobre                   | Cobresal           | 2 - 0                                                                                                   | Deportes La Serena |
| 24 de julio | Luis Valenzuela Hermosilla | Deportes Copiapó   | 1 - 2                                                                                                   | Coquimbo Unido     |
| 30 de julio | Estadio La Pampilla        | Coquimbo Unido     | 2 - 1                                                                                                   | Cobresal           |
| 28 de mayo | Francisco Sánchez Rumoroso | Deportes La Serena | 4 - 0                                                                                                   | Deportes Copiapó   |
| 31 de mayo | Francisco Sánchez Rumoroso | Coquimbo Unido     | 1 - 1                                                                                                   | Deportes Copiapó   |
| 1 de junio | Francisco Sánchez Rumoroso | Deportes La Serena | 2 - 1 (enlace roto disponible en Internet Archive; véase el historial, la primera versión y la última). | Cobresal           |
| 4 de junio | El Cobre                   | Cobresal           | 2 - 0 (enlace roto disponible en Internet Archive; véase el historial, la primera versión y la última). | Deportes Copiapó   |
| 13 de agosto | Francisco Sánchez Rumoroso | Coquimbo Unido     | 1 - 0                                                                                                   | Deportes La Serena |

### Grupo 3
| Equipo               | Pts | PJ | PG | PE | PP | GF | GC | Dif |
| -------------------- | --- | -- | -- | -- | -- | -- | -- | --- |
| Deportes Antofagasta | 10  | 6  | 2  | 4  | 0  | 11 | 5  | +6  |
| San Marcos de Arica  | 10  | 6  | 3  | 1  | 2  | 8  | 9  | -1  |
| Cobreloa             | 9   | 6  | 2  | 3  | 1  | 9  | 6  | +3  |
| Deportes Iquique     | 2   | 6  | 0  | 2  | 4  | 4  | 12 | -8  |

| \| Fecha \| Estadio \| Local \| Resultado \| Visitante \| \| ------------ \| ---------------------- \| -------------------- \| ------------------------------------------------------------------------------------------------------- \| -------------------- \| \| 17 de mayo \| Luis Becerra Constanzo \| Cobreloa \| 1 - 1 (enlace roto disponible en Internet Archive; véase el historial, la primera versión y la última). \| Deportes Antofagasta \| \| 23 de julio \| Carlos Dittborn \| San Marcos de Arica \| 3 - 0 \| Deportes Iquique \| \| 20 de mayo \| Tierra de Campeones \| Deportes Iquique \| 1 - 1 \| Deportes Antofagasta \| \| 6 de agosto \| Luis Becerra Constanzo \| Cobreloa \| 4 - 1 \| San Marcos de Arica \| \| 20 de agosto \| Calvo y Bascuñán \| Deportes Antofagasta \| 4 - 0 \| San Marcos de Arica \| \| 24 de mayo \| Tierra de Campeones \| Deportes Iquique \| 1 - 2 \| Cobreloa \| \| 28 de mayo \| Luis Becerra Constanzo \| Cobreloa \| 1 - 1 \| Deportes Iquique \| \| 28 de mayo \| Carlos Dittborn \| San Marcos de Arica \| 1 - 1 \| Deportes Antofagasta \| \| 31 de mayo \| Calvo y Bascuñán \| Deportes Antofagasta \| 3 - 1 \| Deportes Iquique \| \| 31 de mayo \| Carlos Dittborn \| San Marcos de Arica \| 1 - 0 \| Cobreloa \| \| 6 de junio \| Calvo y Bascuñán \| Deportes Antofagasta \| 1 - 1 \| Cobreloa \| \| 8 de junio \| Tierra de Campeones \| Deportes Iquique \| 0 - 2 \| San Marcos de Arica \| |                        |                      | |                      |
| Fecha | Estadio                | Local                | Resultado                                                                                               | Visitante            |
| 17 de mayo | Luis Becerra Constanzo | Cobreloa             | 1 - 1 (enlace roto disponible en Internet Archive; véase el historial, la primera versión y la última). | Deportes Antofagasta |
| 23 de julio | Carlos Dittborn        | San Marcos de Arica  | 3 - 0                                                                                                   | Deportes Iquique     |
| 20 de mayo | Tierra de Campeones    | Deportes Iquique     | 1 - 1                                                                                                   | Deportes Antofagasta |
| 6 de agosto | Luis Becerra Constanzo | Cobreloa             | 4 - 1                                                                                                   | San Marcos de Arica  |
| 20 de agosto | Calvo y Bascuñán       | Deportes Antofagasta | 4 - 0                                                                                                   | San Marcos de Arica  |
| 24 de mayo | Tierra de Campeones    | Deportes Iquique     | 1 - 2                                                                                                   | Cobreloa             |
| 28 de mayo | Luis Becerra Constanzo | Cobreloa             | 1 - 1                                                                                                   | Deportes Iquique     |
| 28 de mayo | Carlos Dittborn        | San Marcos de Arica  | 1 - 1                                                                                                   | Deportes Antofagasta |
| 31 de mayo | Calvo y Bascuñán       | Deportes Antofagasta | 3 - 1                                                                                                   | Deportes Iquique     |
| 31 de mayo | Carlos Dittborn        | San Marcos de Arica  | 1 - 0                                                                                                   | Cobreloa             |
| 6 de junio | Calvo y Bascuñán       | Deportes Antofagasta | 1 - 1                                                                                                   | Cobreloa             |
| 8 de junio | Tierra de Campeones    | Deportes Iquique     | 0 - 2                                                                                                   | San Marcos de Arica  |

### Grupo 4
| Equipo           | Pts | PJ | PG | PE | PP | GF | GC | Dif |
| ---------------- | --- | -- | -- | -- | -- | -- | -- | --- |
| Unión Española   | 10  | 6  | 3  | 1  | 2  | 9  | 6  | +3  |
| Unión San Felipe | 10  | 6  | 3  | 1  | 2  | 12 | 10 | +2  |
| Everton          | 9   | 6  | 3  | 0  | 3  | 9  | 11 | -2  |
| Unión La Calera  | 6   | 6  | 2  | 0  | 4  | 8  | 11 | -3  |

| \| Fecha \| Estadio \| Local \| Resultado \| Visitante \| \| ---------- \| --------------------------- \| ---------------- \| ------------------------------------------------------------------------------------------------------- \| ---------------- \| \| 17 de mayo \| Municipal de San Felipe \| Unión San Felipe \| 2 - 3 (enlace roto disponible en Internet Archive; véase el historial, la primera versión y la última). \| Everton \| \| 17 de mayo \| Nicolás Chahuán Nazar \| Unión La Calera \| 0 - 3 (enlace roto disponible en Internet Archive; véase el historial, la primera versión y la última). \| Unión Española \| \| 20 de mayo \| Elías Figueroa Brander \| Everton \| 2 - 1 \| Unión La Calera \| \| 21 de mayo \| Santa Laura-Universidad SEK \| Unión Española \| 1 - 2 \| Unión San Felipe \| \| 24 de mayo \| Elías Figueroa Brander \| Everton \| 0 - 1 \| Unión Española \| \| 25 de mayo \| Municipal de San Felipe \| Unión San Felipe \| 3 - 1 \| Unión La Calera \| \| 27 de mayo \| Santa Laura-Universidad SEK \| Unión Española \| 2 - 1 \| Everton \| \| 28 de mayo \| Nicolás Chahuán Nazar \| Unión La Calera \| 1 - 2 \| Unión San Felipe \| \| 31 de mayo \| Nicolás Chahuán Nazar \| Unión La Calera \| 4 - 1 \| Everton \| \| 1 de junio \| Municipal de San Felipe \| Unión San Felipe \| 2 - 2 \| Unión Española \| \| 6 de junio \| Santa Laura-Universidad SEK \| Unión Española \| 0 - 1 \| Unión La Calera \| \| 6 de junio \| Elías Figueroa Brander \| Everton \| 2 - 1 \| Unión San Felipe \| |                             |                  | |                  |
| Fecha | Estadio                     | Local            | Resultado                                                                                               | Visitante        |
| 17 de mayo | Municipal de San Felipe     | Unión San Felipe | 2 - 3 (enlace roto disponible en Internet Archive; véase el historial, la primera versión y la última). | Everton          |
| 17 de mayo | Nicolás Chahuán Nazar       | Unión La Calera  | 0 - 3 (enlace roto disponible en Internet Archive; véase el historial, la primera versión y la última). | Unión Española   |
| 20 de mayo | Elías Figueroa Brander      | Everton          | 2 - 1                                                                                                   | Unión La Calera  |
| 21 de mayo | Santa Laura-Universidad SEK | Unión Española   | 1 - 2                                                                                                   | Unión San Felipe |
| 24 de mayo | Elías Figueroa Brander      | Everton          | 0 - 1                                                                                                   | Unión Española   |
| 25 de mayo | Municipal de San Felipe     | Unión San Felipe | 3 - 1                                                                                                   | Unión La Calera  |
| 27 de mayo | Santa Laura-Universidad SEK | Unión Española   | 2 - 1                                                                                                   | Everton          |
| 28 de mayo | Nicolás Chahuán Nazar       | Unión La Calera  | 1 - 2                                                                                                   | Unión San Felipe |
| 31 de mayo | Nicolás Chahuán Nazar       | Unión La Calera  | 4 - 1                                                                                                   | Everton          |
| 1 de junio | Municipal de San Felipe     | Unión San Felipe | 2 - 2                                                                                                   | Unión Española   |
| 6 de junio | Santa Laura-Universidad SEK | Unión Española   | 0 - 1                                                                                                   | Unión La Calera  |
| 6 de junio | Elías Figueroa Brander      | Everton          | 2 - 1                                                                                                   | Unión San Felipe |

### Grupo 5
| Equipo                    | Pts | PJ | PG | PE | PP | GF | GC | Dif |
| ------------------------- | --- | -- | -- | -- | -- | -- | -- | --- |
| Universidad de Concepción | 13  | 6  | 4  | 1  | 1  | 10 | 6  | +4  |
| Palestino                 | 9   | 6  | 3  | 0  | 3  | 6  | 4  | +2  |
| Colo-Colo                 | 9   | 6  | 3  | 0  | 3  | 7  | 8  | -1  |
| Rangers                   | 4   | 6  | 1  | 1  | 4  | 6  | 11 | -5  |

| \| Fecha \| Estadio \| Local \| Resultado \| Visitante \| \| ---------------- \| ------------------------ \| ---------------- \| ------------------------------------------------------------------------------------------------------- \| ---------------- \| \| 17 de mayo \| CAP \| U. de Concepción \| 3 - 1 (enlace roto disponible en Internet Archive; véase el historial, la primera versión y la última). \| Rangers \| \| 17 de mayo \| Monumental \| Colo Colo \| 0 - 1 (enlace roto disponible en Internet Archive; véase el historial, la primera versión y la última). \| Palestino \| \| 21 de mayo \| Municipal de la Cisterna \| Palestino \| 0 - 1 \| Rangers \| \| 22 de mayo \| Monumental \| Colo Colo \| 0 - 1 \| U. de Concepción \| \| 25 de mayo \| Municipal de la Cisterna \| Palestino \| 0 - 1 \| U. de Concepción \| \| 25 de mayo \| Fiscal de Talca \| Rangers \| 1 - 2 \| Colo Colo \| \| 28 de mayo \| Monumental \| Colo Colo \| 3 - 1 \| Rangers \| \| 29 de mayo \| Municipal de Yumbel \| U. de Concepción \| 1 - 0 (0 - 3)[1][2] \| Palestino \| \| 1 de junio \| Nacional \| Palestino \| 1 - 2 \| Colo Colo \| \| 1 de junio \| Fiscal de Talca \| Rangers \| 2 - 2 \| U. de Concepción \| \| 23 de septiembre \| CAP \| U. de Concepción \| 3 - 0 (enlace roto disponible en Internet Archive; véase el historial, la primera versión y la última). \| Colo Colo \| \| 23 de septiembre \| Fiscal de Talca \| Rangers \| 0 - 1 (enlace roto disponible en Internet Archive; véase el historial, la primera versión y la última). \| Palestino \| |                          |                  | |                  |
| Fecha | Estadio                  | Local            | Resultado                                                                                               | Visitante        |
| 17 de mayo | CAP                      | U. de Concepción | 3 - 1 (enlace roto disponible en Internet Archive; véase el historial, la primera versión y la última). | Rangers          |
| 17 de mayo | Monumental               | Colo Colo        | 0 - 1 (enlace roto disponible en Internet Archive; véase el historial, la primera versión y la última). | Palestino        |
| 21 de mayo | Municipal de la Cisterna | Palestino        | 0 - 1                                                                                                   | Rangers          |
| 22 de mayo | Monumental               | Colo Colo        | 0 - 1                                                                                                   | U. de Concepción |
| 25 de mayo | Municipal de la Cisterna | Palestino        | 0 - 1                                                                                                   | U. de Concepción |
| 25 de mayo | Fiscal de Talca          | Rangers          | 1 - 2                                                                                                   | Colo Colo        |
| 28 de mayo | Monumental               | Colo Colo        | 3 - 1                                                                                                   | Rangers          |
| 29 de mayo | Municipal de Yumbel      | U. de Concepción | 1 - 0 (0 - 3)                                                                                           | Palestino        |
| 1 de junio | Nacional                 | Palestino        | 1 - 2                                                                                                   | Colo Colo        |
| 1 de junio | Fiscal de Talca          | Rangers          | 2 - 2                                                                                                   | U. de Concepción |
| 23 de septiembre | CAP                      | U. de Concepción | 3 - 0 (enlace roto disponible en Internet Archive; véase el historial, la primera versión y la última). | Colo Colo        |
| 23 de septiembre | Fiscal de Talca          | Rangers          | 0 - 1 (enlace roto disponible en Internet Archive; véase el historial, la primera versión y la última). | Palestino        |

- Universidad de Concepción perdió los 3 puntos ganados como local ante Palestino, por alinear a 6 extranjeros en cancha, los minutos finales del partido disputado en Yumbel, infringiendo la regla de la ANFP de solo alinear a 5 extranjeros en cancha. Por este motivo, a Palestino se le otorga la victoria por un marcador de tres a cero.
- Palestino disputó los primeros 5 partidos dirigido por Jaime Escobar como DT interino tras la no renovación de Emiliano Astorga. Pablo Guede comenzó a dirigir desde el último partido con Rangers en esta Copa Chile, habiendo sido confirmado el 2 de junio.[3][4]

### Grupo 6
| Equipo              | Pts | PJ | PG | PE | PP | GF | GC | Dif |
| ------------------- | --- | -- | -- | -- | -- | -- | -- | --- |
| Lota Schwager       | 14  | 6  | 4  | 2  | 0  | 8  | 2  | +6  |
| Deportes Temuco     | 9   | 6  | 2  | 3  | 1  | 7  | 5  | +2  |
| Huachipato          | 8   | 6  | 2  | 2  | 2  | 8  | 9  | -1  |
| Deportes Concepción | 1   | 6  | 0  | 1  | 5  | 8  | 15 | -7  |

| \| Fecha \| Estadio \| Local \| Resultado \| Visitante \| \| ---------------- \| --------------------------- \| ------------------- \| ------------------------------------------------------------------------------------------------------- \| ------------------- \| \| 18 de mayo \| Germán Becker \| Deportes Temuco \| 1 - 0 \| Huachipato \| \| 19 de julio \| Municipal de Tomé \| Deportes Concepción \| 1 - 2 \| Lota Schwager \| \| 23 de julio \| Municipal Federico Schwager \| Lota Schwager \| 1 - 1 \| Deportes Temuco \| \| 22 de mayo \| CAP \| Huachipato \| 5 - 4 \| Deportes Concepción \| \| 25 de mayo \| Germán Becker \| Deportes Temuco \| 3 - 1 \| Deportes Concepción \| \| 3 de septiembre \| CAP \| Huachipato \| 0 - 2 (enlace roto disponible en Internet Archive; véase el historial, la primera versión y la última). \| Lota Schwager \| \| 16 de julio \| Municipal Federico Schwager \| Lota Schwager \| 0 - 0 \| Huachipato \| \| 4 de septiembre \| Municipal de Tomé \| Deportes Concepción \| 1 - 1 (enlace roto disponible en Internet Archive; véase el historial, la primera versión y la última). \| Deportes Temuco \| \| 27 de agosto \| Municipal Federico Schwager \| Lota Schwager \| 2 - 0 (enlace roto disponible en Internet Archive; véase el historial, la primera versión y la última). \| Deportes Concepción \| \| 1 de junio \| CAP \| Huachipato \| 1 - 1 \| Deportes Temuco \| \| 10 de septiembre \| Municipal de Tomé \| Deportes Concepción \| 1 - 2 \| Huachipato \| \| 13 de agosto \| Municipal de Victoria \| Deportes Temuco \| 0 - 1 \| Lota Schwager \| |                             |                     | |                     |
| Fecha | Estadio                     | Local               | Resultado                                                                                               | Visitante           |
| 18 de mayo | Germán Becker               | Deportes Temuco     | 1 - 0                                                                                                   | Huachipato          |
| 19 de julio | Municipal de Tomé           | Deportes Concepción | 1 - 2                                                                                                   | Lota Schwager       |
| 23 de julio | Municipal Federico Schwager | Lota Schwager       | 1 - 1                                                                                                   | Deportes Temuco     |
| 22 de mayo | CAP                         | Huachipato          | 5 - 4                                                                                                   | Deportes Concepción |
| 25 de mayo | Germán Becker               | Deportes Temuco     | 3 - 1                                                                                                   | Deportes Concepción |
| 3 de septiembre | CAP                         | Huachipato          | 0 - 2 (enlace roto disponible en Internet Archive; véase el historial, la primera versión y la última). | Lota Schwager       |
| 16 de julio | Municipal Federico Schwager | Lota Schwager       | 0 - 0                                                                                                   | Huachipato          |
| 4 de septiembre | Municipal de Tomé           | Deportes Concepción | 1 - 1 (enlace roto disponible en Internet Archive; véase el historial, la primera versión y la última). | Deportes Temuco     |
| 27 de agosto | Municipal Federico Schwager | Lota Schwager       | 2 - 0 (enlace roto disponible en Internet Archive; véase el historial, la primera versión y la última). | Deportes Concepción |
| 1 de junio | CAP                         | Huachipato          | 1 - 1                                                                                                   | Deportes Temuco     |
| 10 de septiembre | Municipal de Tomé           | Deportes Concepción | 1 - 2                                                                                                   | Huachipato          |
| 13 de agosto | Municipal de Victoria       | Deportes Temuco     | 0 - 1                                                                                                   | Lota Schwager       |

### Grupo 7
| Equipo               | Pts | PJ | PG | PE | PP | GF | GC | Dif |
| -------------------- | --- | -- | -- | -- | -- | -- | -- | --- |
| Santiago Wanderers   | 13  | 6  | 4  | 1  | 1  | 17 | 8  | +9  |
| San Luis de Quillota | 10  | 6  | 3  | 1  | 2  | 9  | 10 | -1  |
| O'Higgins            | 9   | 6  | 3  | 0  | 3  | 9  | 11 | -2  |
| Barnechea            | 3   | 6  | 1  | 0  | 5  | 7  | 13 | -6  |

| \| Fecha \| Estadio \| Local \| Resultado \| Visitante \| \| ---------------- \| ----------------------- \| -------------------- \| ------------------------------------------------------------------------------------------------------- \| -------------------- \| \| 13 de agosto \| El Teniente \| O'Higgins \| 3 - 2 \| Barnechea \| \| 26 de agosto \| Elías Figueroa Brander \| Santiago Wanderers \| 7 - 2 \| San Luis de Quillota \| \| 16 de julio \| Lucio Fariña Fernández \| San Luis de Quillota \| 1 - 2 \| O'Higgins \| \| 6 de agosto \| Elías Figueroa Brander \| Santiago Wanderers \| 1 - 3 \| Barnechea \| \| 25 de mayo \| Municipal de La Pintana \| O'Higgins \| 1 - 4 \| Santiago Wanderers \| \| 10 de septiembre \| Lucio Fariña Fernández \| San Luis de Quillota \| 2 - 0 \| Barnechea \| \| 30 de julio \| San Carlos de Apoquindo \| Barnechea \| 0 - 2 \| San Luis de Quillota \| \| 29 de mayo \| Elías Figueroa Brander \| Santiago Wanderers \| 2 - 0 \| O'Higgins \| \| 23 de julio \| El Teniente \| O'Higgins \| 0 - 1 \| San Luis de Quillota \| \| 1 de junio \| San Carlos de Apoquindo \| Barnechea \| 1 - 2 (enlace roto disponible en Internet Archive; véase el historial, la primera versión y la última). \| Santiago Wanderers \| \| 3 de septiembre \| San Carlos de Apoquindo \| Barnechea \| 1 - 3 (enlace roto disponible en Internet Archive; véase el historial, la primera versión y la última). \| O'Higgins \| \| 3 de septiembre \| Lucio Fariña Fernández \| San Luis de Quillota \| 1 - 1 (enlace roto disponible en Internet Archive; véase el historial, la primera versión y la última). \| Santiago Wanderers \| |                         |                      | |                      |
| Fecha | Estadio                 | Local                | Resultado                                                                                               | Visitante            |
| 13 de agosto | El Teniente             | O'Higgins            | 3 - 2                                                                                                   | Barnechea            |
| 26 de agosto | Elías Figueroa Brander  | Santiago Wanderers   | 7 - 2                                                                                                   | San Luis de Quillota |
| 16 de julio | Lucio Fariña Fernández  | San Luis de Quillota | 1 - 2                                                                                                   | O'Higgins            |
| 6 de agosto | Elías Figueroa Brander  | Santiago Wanderers   | 1 - 3                                                                                                   | Barnechea            |
| 25 de mayo | Municipal de La Pintana | O'Higgins            | 1 - 4                                                                                                   | Santiago Wanderers   |
| 10 de septiembre | Lucio Fariña Fernández  | San Luis de Quillota | 2 - 0                                                                                                   | Barnechea            |
| 30 de julio | San Carlos de Apoquindo | Barnechea            | 0 - 2                                                                                                   | San Luis de Quillota |
| 29 de mayo | Elías Figueroa Brander  | Santiago Wanderers   | 2 - 0                                                                                                   | O'Higgins            |
| 23 de julio | El Teniente             | O'Higgins            | 0 - 1                                                                                                   | San Luis de Quillota |
| 1 de junio | San Carlos de Apoquindo | Barnechea            | 1 - 2 (enlace roto disponible en Internet Archive; véase el historial, la primera versión y la última). | Santiago Wanderers   |
| 3 de septiembre | San Carlos de Apoquindo | Barnechea            | 1 - 3 (enlace roto disponible en Internet Archive; véase el historial, la primera versión y la última). | O'Higgins            |
| 3 de septiembre | Lucio Fariña Fernández  | San Luis de Quillota | 1 - 1 (enlace roto disponible en Internet Archive; véase el historial, la primera versión y la última). | Santiago Wanderers   |

### Grupo 8
| Equipo               | Pts | PJ | PG | PE | PP | GF | GC | Dif |
| -------------------- | --- | -- | -- | -- | -- | -- | -- | --- |
| Ñublense             | 13  | 6  | 4  | 1  | 1  | 11 | 9  | +2  |
| Curicó Unido         | 10  | 6  | 3  | 1  | 2  | 10 | 8  | +2  |
| Universidad Católica | 8   | 6  | 2  | 2  | 2  | 6  | 4  | +2  |
| Iberia               | 2   | 6  | 0  | 2  | 4  | 5  | 11 | -6  |

| \| Fecha \| Estadio \| Local \| Resultado \| Visitante \| \| ---------------- \| ------------------------ \| -------------------- \| ------------------------------------------------------------------------------------------------------- \| -------------------- \| \| 3 de septiembre \| Nelson Oyarzún Arenas \| Ñublense \| 1 - 0 (enlace roto disponible en Internet Archive; véase el historial, la primera versión y la última). \| Iberia \| \| 18 de mayo \| San Carlos de Apoquindo \| Universidad Católica \| 2 - 0 (enlace roto disponible en Internet Archive; véase el historial, la primera versión y la última). \| Curicó Unido \| \| 21 de mayo \| La Granja \| Curicó Unido \| 5 - 2 \| Ñublense \| \| 23 de julio \| Nelson Oyarzún Arenas \| Iberia \| 0 - 2 \| Universidad Católica \| \| 16 de julio \| Municipal de los Ángeles \| Iberia \| 1 - 2 \| Curicó Unido \| \| 25 de mayo \| Nelson Oyarzún Arenas \| Ñublense \| 1 - 0 \| Universidad Católica \| \| 29 de mayo \| San Carlos de Apoquindo \| Universidad Católica \| 1 - 1 \| Ñublense \| \| 27 de julio \| La Granja \| Curicó Unido \| 1 - 1 \| Iberia \| \| 1 de junio \| La Granja \| Curicó Unido \| 1 - 0 \| Universidad Católica \| \| 10 de septiembre \| Municipal de los Ángeles \| Iberia \| 2 - 4 \| Ñublense \| \| 13 de agosto \| Nelson Oyarzún Arenas \| Ñublense \| 2 - 1 \| Curicó Unido \| \| 13 de agosto \| San Carlos de Apoquindo \| Universidad Católica \| 1 - 1 \| Iberia \| |                          |                      | |                      |
| Fecha | Estadio                  | Local                | Resultado                                                                                               | Visitante            |
| 3 de septiembre | Nelson Oyarzún Arenas    | Ñublense             | 1 - 0 (enlace roto disponible en Internet Archive; véase el historial, la primera versión y la última). | Iberia               |
| 18 de mayo | San Carlos de Apoquindo  | Universidad Católica | 2 - 0 (enlace roto disponible en Internet Archive; véase el historial, la primera versión y la última). | Curicó Unido         |
| 21 de mayo | La Granja                | Curicó Unido         | 5 - 2                                                                                                   | Ñublense             |
| 23 de julio | Nelson Oyarzún Arenas    | Iberia               | 0 - 2                                                                                                   | Universidad Católica |
| 16 de julio | Municipal de los Ángeles | Iberia               | 1 - 2                                                                                                   | Curicó Unido         |
| 25 de mayo | Nelson Oyarzún Arenas    | Ñublense             | 1 - 0                                                                                                   | Universidad Católica |
| 29 de mayo | San Carlos de Apoquindo  | Universidad Católica | 1 - 1                                                                                                   | Ñublense             |
| 27 de julio | La Granja                | Curicó Unido         | 1 - 1                                                                                                   | Iberia               |
| 1 de junio | La Granja                | Curicó Unido         | 1 - 0                                                                                                   | Universidad Católica |
| 10 de septiembre | Municipal de los Ángeles | Iberia               | 2 - 4                                                                                                   | Ñublense             |
| 13 de agosto | Nelson Oyarzún Arenas    | Ñublense             | 2 - 1                                                                                                   | Curicó Unido         |
| 13 de agosto | San Carlos de Apoquindo  | Universidad Católica | 1 - 1                                                                                                   | Iberia               |